# L'isola del tesoro (serie animata 2015)
L'isola del tesoro è una serie televisiva animata italiana realizzata in computer grafica nel 2015 da Rai Fiction in co-produzione con Mondo TV composta da 26 episodi in onda su Rai Gulp dal 22 novembre 2016.
La storia è una libera interpretazione rispetto a quella del romanzo originale di Robert Louis Stevenson con l'aggiunta di elementi fantastici.

## Trama
Il giovane Jim Hawkins decide di partire alla ricerca di un misterioso tesoro accompagnato dal dottor Livesey. Durante il viaggio incontra l'amico Jojo, le due sorelle Tracy e Lynn Stenforn e l'anziano pirata Long John Silver. Tuttavia presto il gruppo dovrà vedersela con l'armata di zombie del capitano Joshua Flint, che cerca vendetta contro Silver: questi tradì il capitano per rubargli il tesoro che la ciurma aveva accumulato e gli sparò una pallottola nel cuore; ma Flint fu salvato dall'antico dio Hurakan, il quale vuole usarlo per conquistare l'Europa, poiché i coloni hanno sterminato le popolazioni che adoravano il dio. La vicenda è raccontata all'inizio del primo episodio da Jim, che, ora adulto, lavora come medico in un villaggio indigeno.

## Personaggi
- Jim Hawkins: è un giovane intraprendente che vive in una locanda insieme alla madre. Trova la mappa del tesoro dopo che uno degli ospiti, il pirata Billy Bones, viene ucciso dal Portoghese che brucia l'intero edificio. Per comprare una nuova locanda, Jim decide di trovare il tesoro e parte insieme al dottor Livesey e al capitano Smollett. Prima di salpare incontra Jojo, uno schiavo, e Tracy e Lynn Stanton, due ragazze orfane tiranneggiate orribilmente dalla matrigna, e le convince a salpare con lui. Come nel libro, Long John Silver svolgerà per lui la figura del padre che non ha mai avuto. Nel corso del tempo diventerà tanto bravo nel navigare che Silver lo nominerà capitano. È il primo ad accorgersi che gli uomini usati da Flint non sono mortali ma zombie. Alla fine sconfiggerà Hurakan e Flint.
- Dottor Livesey: è un dottore amico di Jim che si imbarca con lui nella spedizione per ritrovare il Codex Indicus, l'antico libro nel quale sono raccontate tutte le metodologie mediche degli antichi popoli aztechi, maya e africani che fu rubato da Flint e quindi seppellito col tesoro. A metà della storia viene ucciso da un pirata detto il Pustoloso e fa appena in tempo a consegnare il Codex a Jim. Pure lui come Jim è un uomo medicina.
- Jojo: è uno schiavo africano di colore che viene convinto da Jim a fuggire e a imbarcarsi sull'Hispaniola. È figlio di un capo tribù e della strega Mama Kainda, e per questo sa evocare i morti e fare alcune magie. Durante la serie inizialmente si allea con Silver quando questi si ammutina, poiché vede in lui una figura paterna e non si fida di Smollett, per poi divenire un vero e proprio pirata quando la ciurma viene sterminata dagli zombie di Flint e solo Jim e i suoi amici sopravvivono al disastro. Nel corso degli eventi legherà molto con Jim.
- Tracy Stanton: è una ragazza assai brava con le armi, le spade e le navi, dato che è la figlia maggiore del capitano Stanton. È la sorella maggiore di Lynn e tiene molto a lei. Dopo che la loro infida matrigna uccide il padre si imbarca con Jim sull'Hispaniola, inizialmente da clandestina e poi da vera e propria marinaia. Inizialmente mostra un carattere assai arrogante ed egocentrico, ma poi si addolcisce nel corso della serie grazie all'amicizia di Jim e Jojo e alla paternità di Silver (in un episodio Silver le fa capire di non essere la migliore facendole provare il mal di mare, insegnandole che è importante fidarsi dei compagni). Sopravvive sull'isola all'attacco degli zombie con Jim, Jojo, Silver e Lynn ed insieme fuggono diretti verso Tortuga. Nel corso della serie si dimostrerà un'ottima combattente e una buona amica. Tracy ha i capelli scuri e porta un vestito a gonna rosso e bianco. Verso la fine della serie si innamorerà di Jim.
- Lynn Stanton: è una ragazza molto giovane figlia del capitano Stanton e sorella minore di Tracy. Vista la sua giovane età è spesso ingenua ed è quindi facilmente influenzabile. Lega subito con Jim e Jojo e si affeziona molto a loro. È molto affezionata anche a Silver, vedendo in lui il padre morto, e a Ben Gunn,. Nonostante non sia molto pratica con le armi, cerca di seguire attentamente gli insegnamenti di Silver. Ha i capelli biondi e indossa un vestito bianco.
- Long John Silver: è un ex-pirata membro della ciurma di Flint. Uccise il suo capitano dopo che questi nascose il suo bottino colpendolo con una pallottola al cuore. Durante la serie inizialmente cerca nuovamente di essere nuovamente un pirata, poi però la scoperta che Flint è ancora vivo lo porta a cercare di fermarlo. Nonostante sia un pirata è un brav'uomo e svolge il ruolo di figura paterna per Jim, Jojo, Tracy e Lynn. Si affeziona a tal punto ai ragazzi che decide di addestrarli come pirati, con risultati notevoli. Diventa poi nostromo della ciurma di Jim. Durante la serie tenterà di saldare il conto in sospeso con Flint, fallendo molte volte, ma alla fine ci riuscirà insieme a Jim.
- Ben Gunn: Un ex pirata rimasto bloccato per decenni sull'Isola dei Teschi, perdendo la ragione e arrivando a convincersi di essere morto. Si unirà al gruppo di Jim e legherà molto soprattutto con la piccola Lynn. Verso la fine della serie riacquista la ragione, confessando anche di essere stato testimone della resurrezione di Flint ad opera di Hurakan.
- Billy Bones: è un ex-pirata membro della ciurma di Flint che possiede la mappa del suo tesoro. Nel primo episodio viene ucciso dal Portoghese alla locanda di Jim. Possiede un pappagallo, Capitano Flint, che in seguito diverrà l'animale domestico di Silver.
- Capitano Smollett: è il capitano dell'Hispaniola, la nave con cui Jim salpa alla ricerca del tesoro. Appare come un uomo severo e inflessibile. Dopo l'attacco degli zombie sull'isola torna in Giamaica e ivi scopre il piano di Flint insieme all'ammiraglio Williams, ma viene buttato da Flint giù da una rupe e muore.
- Ammiraglio Williams: è l'ammiraglio della flotta della Giamaica. Sospetta di Flint subito ma, dopo aver scoperto il suo piano insieme all'amico Smollett, muore ucciso da questi che lo getta da una rupe.
- Mama Kainda: è una strega africana madre di Jojo. Sa fare molte magie, tra cui evocare i morti e chiedere consiglio agli dei. Nella serie il suo villaggio sarà distrutto dal Portoghese. Viene ferita gravemente per errore da uno zombie durante una fuga e creduta morta, ma sopravviverà e tornerà a fianco di Jim e gli altri. Svolge anche il ruolo di figura materna per Tracy e Lynn.
- Capitano Joshua Flint/Governatore Blade: è un ex-pirata che svolge un ruolo di cattivo principale nella serie. Vent'anni prima dell'inizio dell'avventura era l'uomo più temuto di tutti i mari, ma dopo che nascose il suo immenso tesoro all'insaputa dei suoi marinai, i pirati si ribellarono e, considerandolo colpevole di tradimento, uno di essi, Silver, gli sparò una pallottola nel cuore e lo lasciò morente sulla spiaggia. Tuttavia Flint fu salvato da Hurakan che lo rese un semi-morto, impedendo che ogni arma mortale lo ferisse, togliendogli però anche ogni sensazione mortale (ovvero il gusto, il freddo, l'odore, ecc.). Hurakan lo inviò per mare su una piccola imbarcazione per vent'anni e alla fine di questi giunse in Giamaica, ove uccise il governatore Blade. Hurakan allora scambiò il corpo del governatore col suo, perché Flint potesse adempiere meglio il suo compito, ovvero conquistare le terre d'Europa. Durante la serie cerca spesso vendetta verso Silver e Billy Bones (quest'ultimo lo fa uccidere nel primo episodio da un suo sicario) poiché sono gli unici sopravvissuti della ciurma che lo tradì. Tuttavia cospira anche contro Hurakan, poiché vuole liberarsi del suo controllo e tornare ad essere un mortale. Tutti i marinai da lui uccisi vengono trasformati in zombie che lui utilizza per distruggere e conquistare isole. Nell'ultimo episodio, dopo la sconfitta di Hurakan, torna umano, ma nel tentativo di perseguire la sua vendetta contro Silver rimane ucciso, precipitando in una crepa del terreno.
- Hurakan: è il dio dei venti, delle tempeste e del fuoco, anche se viene spesso etichettato da Flint come un demone. Ha l'aspetto di un possente uomo con la pelle verde dalla testa al torace e di un serpente dal torace in giù. Gli occhi sono rossi, la testa e la schiena sono coperte di spine e le mani sono squamose. Cerca vendetta contro l'Europa perché i coloni hanno sterminato le popolazioni selvagge che lo adoravano. All'inizio della serie, in un flashback di circa vent'anni prima, salvò Flint rendendolo immortale perché questi eseguisse i suoi ordini. Nel corso della serie riporta in vita tutti coloro che vengono uccisi da Flint, creando un'armata di zombie con la quale invadere le terre d'Occidente. Prova grande ammirazione per Jim e il dottor Livesey poiché questi ritengono i nativi come persone e non come schiavi, e pertanto più volte impedisce a Flint di ucciderli, limitandosi a cancellargli la memoria. In un episodio addirittura salva Jim dalla peste, come premio per aver aiutato un selvaggio senza preoccuparsi della sua incolumità, e gli indica la strada da seguire. Dà spesso epiteti alla gente, chiamando Jim "l'uomo medicina" e Flint "il cane bianco". Nell'ultimo episodio viene sconfitto e ucciso dalla cospirazione del Portoghese e di Flint, andandosene infine in pace con la sua gente all'altro mondo e dimenticandosi della vendetta.
- Il Portoghese: il suo vero nome è João un sicario destinato alla forca che viene salvato da Flint nel primo episodio perché uccida i suoi vecchi nemici. Da allora lavora per Flint. Ha sempre un mantello e un cappello che impediscono di vedere il suo volto, fatta eccezione per gli occhi e parte della pelle del viso, che risulta essere verde. Non gli importa chi siano le sue vittime o gli scopi di Flint, li esegue e basta. Nel primo episodio uccide Billy Bones e brucia la locanda di Jim, permettendo a questi di trovare la mappa del tesoro. In seguito farà sempre parte delle imprese di Flint e svolgerà addirittura una cospirazione segreta contro Hurakan sotto suo ordine. La sua sorte al termine della serie è sconosciuta, ma è probabile che sia sopravvissuto all'esplosione dell'Isola dei Teschi.
- Zombie: sono i corpi dei marinai e dei pirati uccisi da Flint riportati in vita da Hurakan. A differenza di Flint loro non sono altro che gusci vuoti che eseguono i suoi ordini. Se colpiti al centro del cervello (ovvero al punto in cui si trova la ghiandola che collega anima e corpo) si dissolvono in polvere.

## Doppiatori
| Personaggio | Doppiatore originale                   |
| ----------- | -------------------------------------- |
| Jim         | Arturo Valli Daniele Raffaeli (adulto) |
| Silver      | Saverio Indrio                         |
| Tracy       | Veronica Puccio                        |
| Lynn        | Vittoria Bartolomei                    |
| Jojo        | Jacopo Cinque                          |
| Flint       | Alberto Angrisano                      |
| Hurakan     | Paolo Marchese                         |
| Portoghese  | Saverio Moriones                       |
| Patchett    | Roberto Certomà                        |
| Pappagallo  | Fabrizio Mazzotta                      |
| Livesey     | Alessio Cigliano                       |
| Trelawney   | Mino Caprio                            |
| Ben Gunn    | Giorgio Lopez                          |
| Smollett    | Luca Biagini                           |

## Sigla
La sigla Vanno i pirati è prodotta e cantata da Tony Blescia, i testi sono di Orlando Corradi.

## Episodi
| Stagione       | Episodi | Prima TV |
| -------------- | ------- | -------- |
| Stagione unica | 26      | 2016     |